# Адолф фон Шварценберг
Адолф фон Шварценберг (на немски: Adolf von Schwarzenberg; * 1551; † 29 юли 1600 при Буда) е фрайхер (1557 – 1600), от 1599 г. граф на Шварценберг и значим военачалник през Турските войни през края на 16 век.

## Биография
Роден е през 1551 година в дворец Гимборн при Гумерсбах, Графство Марк. Той е единственият син на фрайхер Вилхелм III цу Шварценберг († 1557) и Анна фон дер Харф († 1584 в Гимборн), дъщеря на Вилхелм фон Харф-Алсдорф († сл. 1537) и Хеленберг фон Плетенберг. Внук е на фрайхер Вилхелм I фон Зайнсхайм-Шварценберг (1486 – 1526) и графиня Катарина Вилхелмина фон Неселроде († 1567).
През 1557 г. баща му е убит в битката при Сен-Кантен. Единствената му и по-малка сестра Елизабет († 1599) се омъжва за Вилхелм фон Неселроде († сл. 1585), канцлерът на Херцогство Юлих-Берг.
Адолф започва, както баща си, военна служба в Испания. Той се бие при крал Филип II през Осемдесетгодишната война против Нидерландия, по-късно на католическата страна против хугенотите. Той става таен съветник на курфюрста на Кьолн, маршал на княжеския епископ на Лиеж, също щатхалтер, генерал и ландхофмайстер в манастир Кьолн.
Адолф се прочува с постиженията си в походите против турците в Унгария през 1594 – 1598 г. От благодарност навсякъде му издигат паметници. През 1599 г. Рудолф II го издига на имперски граф. При нападение против град Папа Адолф е ранен и умира на 29 юли 1600 г. при Буда. Погребан е в „Августинската църква“ във Виена.
Кайзер Франц Йозеф I поставя на 28 февруари 1863 г. Адолф фон Шварценберг в списъка на прочутите военачалници на Австрия. Издига му се статуя през 1867 г.

## Фамилия
Адолф се жени на 3 май 1581 г. за Елза Маргарета фрайин Волф фон Метерних († 6 февруари 1624), наследничка на Алденрат, дъщеря на Адам фон Волф-Метерних и Елизабет фон Боенен, и има син:
- Адам (1583 – 1641), граф на Шварценберг, съветник на курфюрст Георг Вилхелм фон Бранденбург, женен 1613 г. за Маргарета фон Палант († 1615)